# Epštajn-Barov virus
Epštajn-Barov virus spada u rod limfokriptovirusa, i u porodicu Herpesviridae. Genom čini dvolančana DNK sa terminalnim ponavljajućim sekvencama. Omotač je troslojan. Replikuje se u jedru, ćeliju napušta lizom ili egzocitozom. Karakterističan je po citopatogenom efektu na B limfocite. Uzročnik je infektivne mononukleoze i dovodi se u vezu sa nastankom Hodžkinove bolesti, nehodžkinovih limfoma, nazofaringealnog karcinoma i dr.

## Put prenošenja
Rezervoar infekcije je čovek, prenosi se putem pljuvačke, katkad i transfuzijom ili transplantacijom koštane srži. Kod jednom inficirane osobe virus ostaje doživotno. Blizak međusobni kontakt i ljubljenje imaju značaj u širenju infekcije.

## Patološki (medicinski) značaj
Infektivna mononukleoza
Nakon inkubacije koja traje 5-15 dana, a može i znatno duže (30-50 dana), bolest počinje obično postepeno sa prodromalnim simptomima u vidu malaksalosti, pospanosti, lake subfebrilnosti i glavobolje. Često je zapažen i bol pri gutanju. Temperatura raste i praćena je groznicom, grebanjem u ždrelu, bolom u vratu, gađenjem i povraćanjem. Temperatura traje 10-20 dana i praćena je groznicom i drhtavicom. Paralelno sa pojavom temperature pojavljuje se i otok limfnih žlezdi na vratu. Žlezde su pokretne, bolne, jasno ograničene, ne pokazuju spoljne znakove inflamacije, veličine su od zrna graška do lešnika ili oraha. Javlja se i generalizovana limfadenopatija. Nazofaringitis je skoro redovna pojava koja se klinički manifestuje zaptivenošću nosa. Ždrelo je hiperemično. Promene na tonzilama se ogledaju u vidu hiperemije i otoka, a ponekad (80%) se javljaju i eksudativne promene. Slezina u 50-80% slučajeva reaguje otokom. Uvećanje jetre se sreće u oko 30-50% obolelih.
Hodžkinova bolest
Hodžkinov limfom (HL) je maligno oboljenje limfocitnog tkiva koje se karakteriše bujanjem karakterističnih ćelija poznatih kao Rid-Sternbergove ćelije, što dovodi do bezbolnog progresivnog uvećanja limfnog tkiva (najčešće limfnih žlezda). Dominantan znak u kliničkoj slici su prisutni uvećani limfni čvorovi bez simptoma. Većina bolesnika ima povećane vratne limfne čvorove, te limfne čvorove medijastinuma, što može uzrokovati kašalj. U zavisnosti od napretka bolesti mogu se javiti i drugi simptomi poput, povišene telesne temperature, noćnog znojenja, gubitka telesne težine i jedan vrlo specifičan simptom, a to je svrab.
Nehodžkinov limfom
Nehodžkinov limfom je maligna proliferacija limfatičnih ćelija imunskog sistema, uključujući limfne čvorove, koštanu srž, slezinu, jetru i sistem za varenje. Ova bolest je znatno učestalija od Hodžkinovog limfoma. Kod 70% bolesnika pojavljuje se bezbolno periferno uvećanje limfnih žlezdi, a povišena telesna temperatura, znojenje, gubitak telesne težine ređi su nego kod Hodžkinovog limfoma. Povećanje limfnih čvorova medijastinuma i retroperitoneuma izaziva simptome kompresije različitih organa. Najčešća dva problema pri tome, a za razliku od Hodžkinove bolesti, su opstrukcija gornje šuplje vene, pa nastaje oticanje glave i vrata. Takođe, pritisak na mokraćnu cev može dovesti do prestanka rada bubrega. Anemija je u početku prisutna u oko 33% pacijenata da bi se kod većine razvila kasnije.
Nazofaringealni karcinom
Nazofaringealni karcinom je maligna neoplazma koja se takođe povezuje sa EBV. Karakteriše se slabijom ili jačom zapušenošću nosa i povremenim krvavljenjem iz nosa, nagluvošću, zujanjem u ušima, poremećajem govora, jednostranom parezom mekog nepca, neuralgijom trigeminusa (bol u području koje inerviše trigeminus).

## Dijagnoza
Izoluje se iz pljuvačke, periferne krvi. Dokazuje se serološkim reakcijama: Pol-Bunelov test,  test, indirektna imunoflorescencija.

## Lečenje
U suštini je terapija infektivne mononukleoze simptomatska i sastoji se u primeni higijensko-dijeteskog režima, analgetika i antipiretika. Antibiotici se primenjuju u slučajevima bakterijske superinfekcije, ali treba istaći da je kontraindikovana primena ampicilina zbog reakcije sa heterofilnim antitelima i pojave egzantema. Primena kortikosteroida je rezervisana za teže anginozne forme kao i pojave komplikacija na CNS-u, plućima i srcu.
Hodžkinov limfom je izlečiv radioterapijom, kombinovanom hemoterapijom ili kombinacijom i jednog i drugog u 50-80% slučajeva.
U lečenju Nehodžkinovog limfoma glavno mesto zauzima hemioterapija. Radioterapija u lečenju ove bolesti ima uglavnom palijativni karakter. Primenjuje se samo kada hemioterapijom nije uspela da se ukloni sva tumorska masa. U novije vreme sve se više značaja pridaje alogenoj transplantaciji kostne srži kod agresivnih i rezistentnih oblika, kao i primeni transplantacije matične ćelije hematopoeze iz periferne krvi.
Kod nazofarinegealnog karcinoma primenjuje se zračna terapija, žlezde koje se palpiraju na vratu i 6 nedelja posle zračenja se hirurški odstranjuju.